# النی بنسون
النی بنسون (انگلیسی: Eleni Benson؛ زادهٔ ۱۲ ژانویهٔ ۱۹۸۳) بازیکن فوتبال اهل ایالات متحده آمریکا است.
وی همچنین در تیم ملی فوتبال Greece بازی کرده‌است.